# Петорано сул Джицио
Петора̀но сул Джѝцио (на италиански: Pettorano sul Gizio) е село и община в Южна Италия, провинция Акуила, регион Абруцо. Разположено е на 625 m надморска височина. Населението на общината е 1373 души (към 2010 г.).